# فرد باربر
فرد باربر (انگلیسی: Fred Barber؛ زادهٔ ۲۶ اوت ۱۹۶۳) بازیکن فوتبال اهل بریتانیا است.
از باشگاه‌هایی که در آن بازی کرده‌است می‌توان به باشگاه فوتبال پیتربورو یونایتد، باشگاه فوتبال کولچستر یونایتد، باشگاه فوتبال دارلینگتون، باشگاه فوتبال لوتون تاون، باشگاه فوتبال بلکپول، باشگاه فوتبال چسترفیلد، باشگاه فوتبال ایپسویچ تاون، باشگاه فوتبال کیدرمینستر هاریرس، باشگاه فوتبال کترینگ تاون، باشگاه فوتبال بیرمنگام سیتی، باشگاه فوتبال اورتون، و باشگاه فوتبال والسال اشاره کرد.